# Eduard Spranger
Eduard Spranger (ur. 27 czerwca 1882 w Berlinie, zm. 17 września 1963 w Tybindze) – niemiecki teoretyk, filozof, pedagog i psycholog. Przyczynił się do ugruntowania pedagogiki jako dyscypliny akademickiej. Zajmował się psychologią wieku dorastania, pedagogiką kultury, propagował kierunek zwany psychologią rozumiejącą. Doktor honoris causa uniwersytetów w Padwie i w Budapeszcie.

## Życiorys
Studiował filozofię w Berlinie pod kierunkiem Wilhelma Diltheya, Ottona Hintzego, Friedricha Paulsena oraz Ericha Schmidta. Doktorat uzyskał w 1905 na podstawie pracy Die Grundlagen der Geschichtswissenschaft u Paulsena. Habilitację w 1909 na uniwersytecie w Berlinie pracą o Wilhelmie von Humboldt.
Był profesorem uniwersytetu w Lipsku (1911); dziekanem wydziału filozofii uniwersytetu w Berlinie; doradcą pruskiego ministra kultury Carla Heinricha Beckera; pracował nad reformą szkolnictwa w Niemczech. W latach 1936–1937 wykładał gościnnie w Japonii.
Początkowo odnosił się do polityki Hitlera pozytywnie. Był jednak przeciwny akcjom antyżydowskim inicjowanym przez organizacje studenckie. Po 1933 próbowano zwolnić go ze stanowiska, ale pozostał na uczelni. Widząc rzeczywiste oblicze nazizmu, zbliżył się do środowiska demokratów. W 1943 władze zamknęły jego czasopismo Die Erziehung. Po zamachu na Hitlera został aresztowany. Zwolniono go po dziesięciu tygodniach dzięki interwencji japońskiego ambasadora.
Po II wojnie światowej pracował na uniwersytecie w Tybindze. Był wiceprezesem Deutsche Forschungsgemeinschaft i członkiem wielu towarzystw naukowych. Otrzymał liczne wyróżnienia naukowe. W 1952 odznaczony został Pour le Mérite za Naukę i Sztukę.

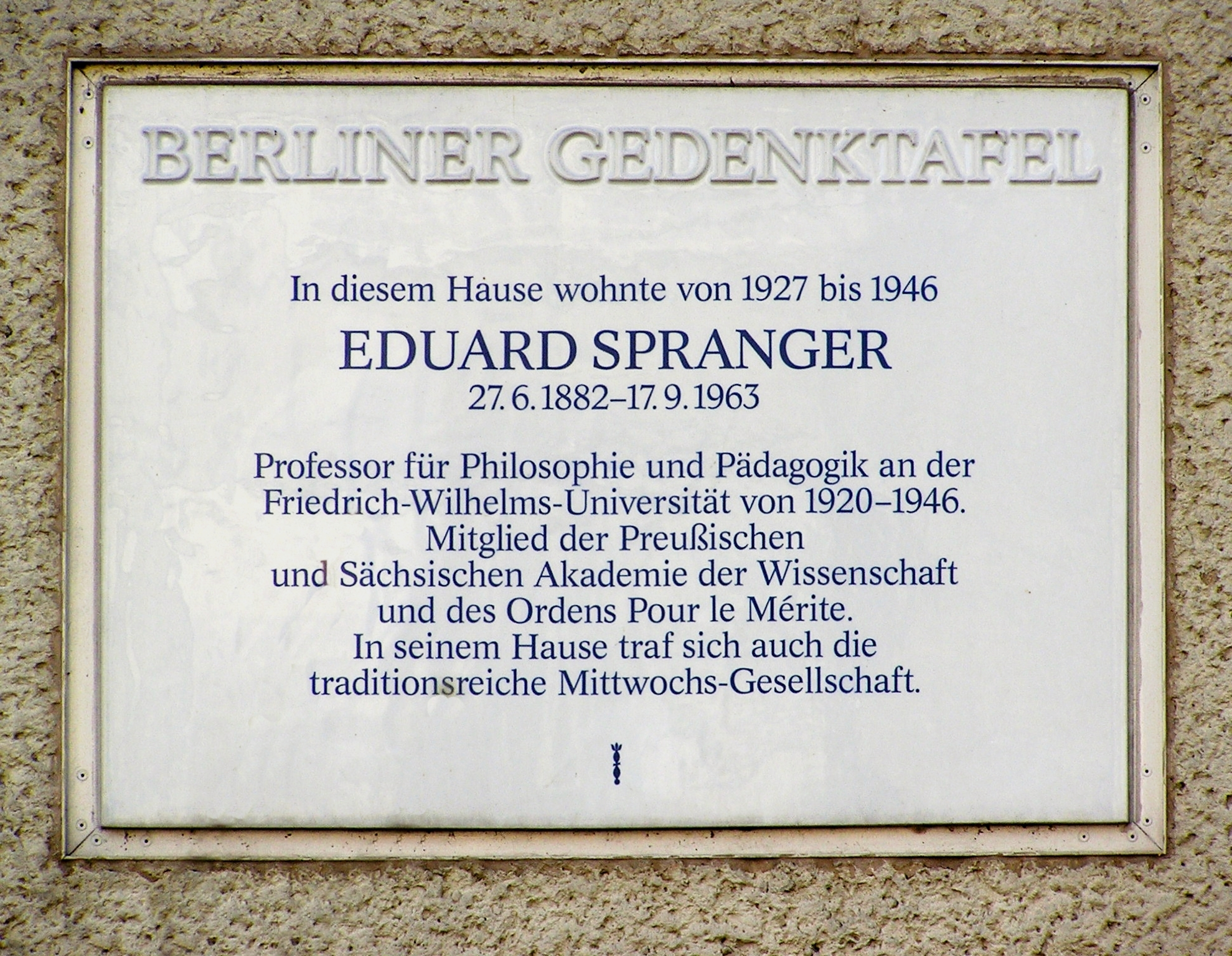
Tablica pamiątkowa ku czci Eduarda Sprangera w Berlinie

Stał na humanistyczym gruncie idealistycznej humanistyki niemieckiej, sięgając do dorobku Diltheya, Pestalozziego i Goethego. Kładł nacisk na rolę wpływów kulturowych w wychowaniu. Celem kształcenia było według niego formowanie młodego człowieka, tak by wyrobił w sobie różnorodne zainteresowania oraz moralny charakter.
Był autorem typologii osobowości, obejmujących sześć podstawowych „form życia”, ze względu na wartości ważne dla danej jednostki: typ ekonomiczny, polityczny, społeczny, religijny, estetyczny i teoretyczny. Jego filozofia kultury wywarła wpływ na psychologię rozwojową i teorię wychowania.
Interesował się również szkolnictwem zawodowym. Propagował zasadę trzech szczebli kształcenia. Szkoły pierwszego szczebla miały przekazywać uczniom wiedzę ogólną. Placówki drugiego szczebla byłyby zgodne z zainteresowaniami i umiejętnościami uczniów, trzeciego szczebla przygotowywałyby zaś do zawodu.

## Publikacje
Wśród jego prac wymienia się:
- Wilhelm von Humboldt und die Humanitätsidee (1909).
- Kultur und Erziehung (1919).
- Lebensformen. Geisteswissenschaftliche Psychologie und Ethik der Persönlichkeit (1921).
- Psychologie des Jugendalters (1924).
- Volk, Staat und Erziehung (1932).
- Die Magie der Seele. Religionsphilosophische Vorspiele (1932).
- Zur Geschichte der deutschen Volksschule (1951).
- Kulturfragen der Gegenwart (1953).
- Menschenleben und Menschheitsfragen (1963).